# Tulostoma melanocyclum
La especie Tulostoma melanocyclum es un representante del género Tulostoma de la familia Agaricaceae. El origen etimológico de la palabra Tulostoma viene del gr. týlos que significa joroba, callo, dureza, clavija; y de stóma que significa boca, poro, por la forma en que se efectúa la dehiscencia, mediante un poro apical con frecuencia umbonado.

## Clasificación y descripción
La especie Tulostma melanocyclum es un representante del género Tulostoma miembro de la familia Agaricaceae. Esta especie tiene saco esporífero de 7-8 mm de diámetro, subgloboso, no separado del pie. Exoperidio (ver Peridio) hifal, persistente, parduzco, poco discernible. Exoperidio blanco, liso o con granulaciones oscuras. Boca circular a tubular, pequeña, con peristoma más oscuro que el resto del endoperidio, hundido. Cuello poco discernible, corto, bastante apretado, con membrana no muy lacerada. Pie de 10 x 1-2 mm, rugoso-fibroso. Esporas globosas a anchamente elipsoidales, castaño-amarillentas, ornamentadas con verrugas afiladas o espínulas desordenadamente dispuestas, hialinas, de 4-7 μm, pared gruesa. Capilicio ramificado, septado, hialino a ligeramente amarillento, de 2 a 7 μm, formado por filamentos de pared gruesa.

## Distribución
Esta especie se ha citado de Europa, Italia y en México en la Ciudad de México y San Luis Potosí.

## Hábitat
Solitaria o gregaria en suelo arcilloso en matorral xerófilo o en matorral de transición con encinal.

## Estado de conservación
Esta especie no se encuentra en ninguna categoría en la Norma Oficial Mexicana 059, aunque por su escasa recolecta, podría ser considerada en alguna categoría.